# Rüdnitz
Rüdnitz är en kommun och ort i Landkreis Barnim i delstaten Brandenburg, Tyskland. Kommunen ingår i kommunalförbundet Amt Biesenthal-Barnim.